# أنطونيو ألبانيز
أنطونيو ألبانيز (بالإيطالية: Antonio Albanese)‏ هو كاتب سيناريو ومخرج وممثل إيطالي، ولد في 10 أكتوبر 1964 في إيطاليا.

## أعمال

### أفلام
- (2012) إلى روما مع الحب[2]

## وصلات خارجية
- أنطونيو ألبانيز على موقع IMDb (الإنجليزية)
- أنطونيو ألبانيز على موقع ألو سيني (الفرنسية)
- أنطونيو ألبانيز على موقع ميوزك برينز (الإنجليزية)
- أنطونيو ألبانيز على موقع أول موفي (الإنجليزية)
- أنطونيو ألبانيز على موقع قاعدة بيانات الأفلام السويدية (السويدية)
- أنطونيو ألبانيز على موقع ديسكوغز (الإنجليزية)
- أنطونيو ألبانيز على موقع قاعدة بيانات الفيلم (الإنجليزية)
- أنطونيو ألبانيز على موقع كينوبويسك (الروسية)